# Clubiona coreana
Clubiona coreana là một loài nhện trong họ Clubionidae.
Loài này thuộc chi Clubiona. Clubiona coreana được Kap Yong Paik miêu tả năm 1990.